# Poupée d'enveloppes de maïs

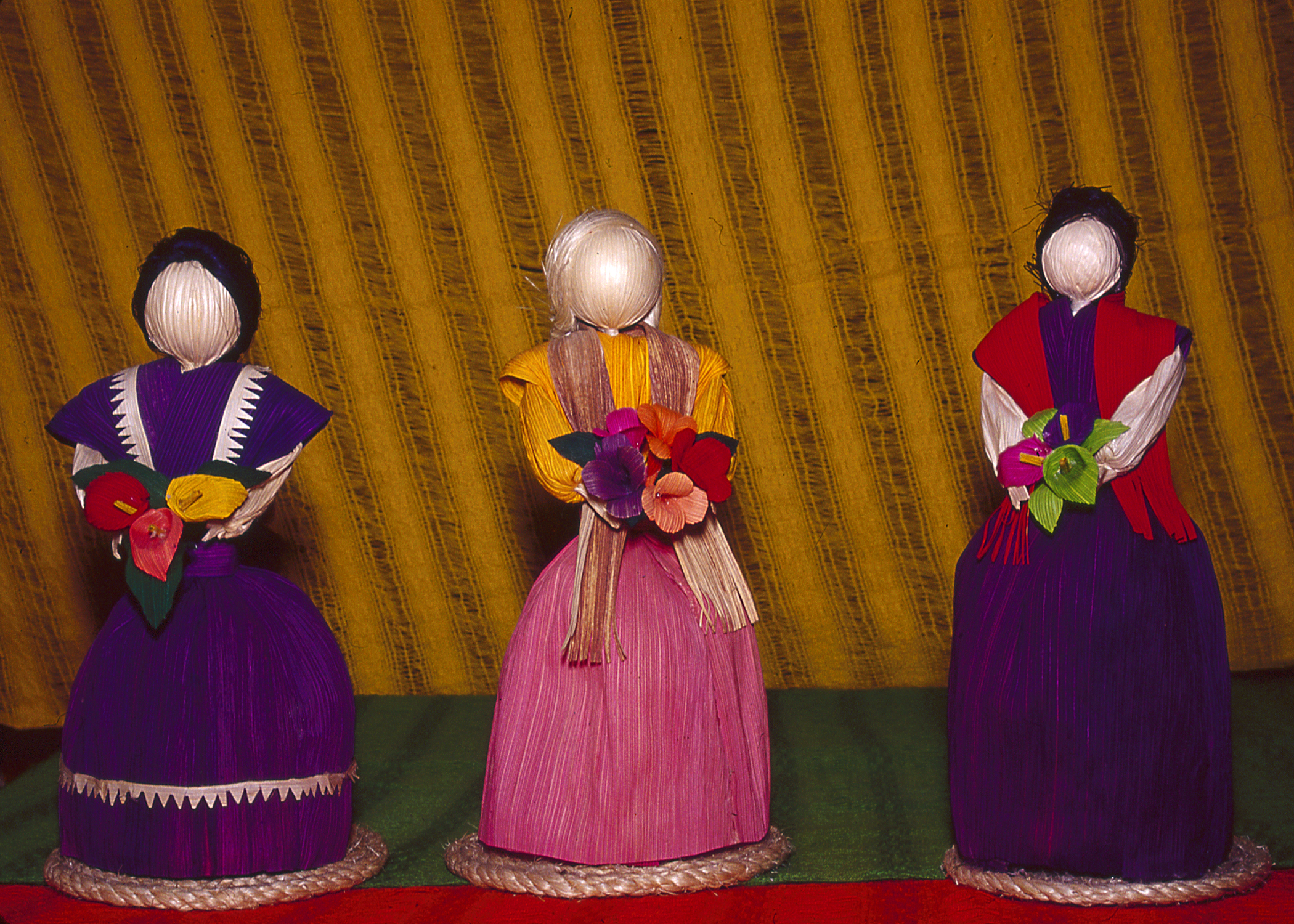
Poupées de maïs en épi d'Oaxaca.

Les Poupées d'enveloppes de maïs (Corn husk dolls en anglais) sont des poupées fabriquées avec des spathes de maïs (feuilles modifiées qui enveloppent et protègent l'épi de maïs).
D'origine autochtone d'Amérique du Nord  et du Sud , ce sont des poupées sans visages. Il y a un certain nombre d'explications traditionnelles pour cela. Une légende est que l'Esprit du maïs, l'une des Trois Sœurs, a fait une poupée de ses épis pour amuser les enfants. La poupée avait un beau visage, et a commencé à passer moins de temps avec les enfants et plus de temps à contempler sa propre beauté. À la suite de sa vanité, le visage de la poupée a été enlevé par le Créateur.
Ces poupées sont aussi fabriquées par les colons américains.

## Traduction
- (en) Cet article est partiellement ou en totalité issu de l’article de Wikipédia en anglais intitulé « Corn husk doll » (voir la liste des auteurs).